# Memory (film 1914)
Memory è un cortometraggio muto del 1914 diretto da Warwick Buckland.

## Trama
Un bambino che soffre di amnesia, riacquista la memoria ricordando che suo padre è morto accidentalmente. Riesce a salvare così, all'ultimo momento, la zingara che era stata accusata per la morte dell'uomo.

## Produzione
Il film fu prodotto dalla Hepworth.

## Distribuzione
Distribuito dalla Hepworth, il film - un cortometraggio in due bobine - uscì nelle sale cinematografiche britanniche nel 1914.
Si conoscono pochi dati del film che, prodotto dalla Hepworth, fu distrutto nel 1924 dallo stesso produttore, Cecil M. Hepworth. Fallito, in gravissime difficoltà finanziarie, il produttore pensò in questo modo di poter almeno recuperare il nitrato d'argento della pellicola.